# ウイークエンドドラマ
『ウイークエンドドラマ』は、1996年4月から1999年3月にかけて、テレビ朝日系（朝日放送など一部の地域を除く）で放送された土曜日深夜のテレビドラマで、全19作品。お色気作品が多かった。

## 概要
放送時間は、当初は24:00 - 24:40だったが、『サタデージャングル』の時間繰り下げにより半年後に23:28 - 23:58に移動。そして1997年10月以降はその時間に『検証ドキュメンタリー ザ・スクープ』が移動してきたため、その後の24:40 - 25:10の枠での放送となった
その直前に、この枠でSF犯罪ドラマ『BLACK OUT』が放映されており、その枠を引き継ぐ形でスタートした模様。「月曜ドラマ・イン」の姉妹的な枠であり、若者層を対象に製作された作品が多い。「月曜ドラマ・イン」以上に粗製濫造な点も見られる反面、『いとしの未来ちゃん』などの『BLACK OUT』譲りの意欲作も製作された。
ビデオ化に関しては主にお色気作品中心の初期の作品がビデオ化されているものが多く、ビデオ化においてセクシーシーンを放映時よりも強調した描写に差し替え及び追加したバージョンで発売された。
朝日放送では『サイバー美少女テロメア』など一部の作品の遅れ放送にとどまった他、広島ホームテレビも当初はこの枠で自社制作番組『たわわのTARZAN』を放送し、同番組が自社制作番組のリストラで終了した後も引き続き遅れネット番組などの自主編成枠としていたため、同様に一部作品の放送のみだった。
1999年3月の放送終了後は、金曜26:00から土曜深夜に移動した『ネプいっ!』と入れ替わる形で金曜26:00に『千年王国III銃士ヴァニーナイツ』が開始。1999年9月のこの番組の終了以降、同局の深夜ドラマは一旦途絶えたが、2000年4月から「金曜ナイトドラマ」が放送されている。以下の項では、直前の『BLACK OUT』もあわせて紹介する。

## 作品リスト
| タイトル                             | 放送期間                           | 回数                               | 出演者                               |
| 1995年（ウイークエンドドラマ以前）   | 1995年（ウイークエンドドラマ以前） | 1995年（ウイークエンドドラマ以前） | 1995年（ウイークエンドドラマ以前）   |
| ------------------------------------ | ---------------------------------- | ---------------------------------- | ------------------------------------ |
| BLACK OUT                            | 10月7日 - 1996年3月30日            | 全25回                             | 椎名桔平、山本未來                   |
| 1996年                               |                                    |                                    |                                      |
| 変［HEN］Vol.1 鈴木くんと佐藤くん    | 4月6日 - 5月18日                   | 全6回                              | 佐藤藍子、青木伸輔                   |
| HEN Vol.2 ちずるちゃんとあずみちゃん | 5月25日 - 6月29日                  | 全5回                              | 城麻美、木内美穂                     |
| KIRARA                               | 7月6日 - 8月17日                   | 全6回                              | 京野ことみ、青田典子、古屋暢一       |
| 金魚のフン                           | 8月24日 - 9月28日                  | 全6回                              | 坂上香織、木村剛                     |
| しようよ♡                            | 10月5日 - 11月23日                 | 全7回                              | 北原雅樹、小嶺麗奈                   |
| しようよ2♡ 女教師ナズナの場合        | 11月30日 - 12月21日                | 全4回                              | 城麻美、小橋賢児                     |
| 1997年                               |                                    |                                    |                                      |
| お天気お姉さん                       | 1月11日 - 2月15日                  | 全6回                              | 細木美和、つぶやきシロー             |
| お天気お姉さん2 リョーコPuriPuri     | 2月22日 - 3月29日                  | 全6回                              | 大家由祐子、甲本雅裕                 |
| いとしの未来ちゃん                   | 4月12日 - 6月28日                  | 全11回                             | 橋本真実、稲場彩夏                   |
| オマタかおる                         | 7月5日 - 8月16日                   | 全6回                              | 小林千香子、大沢健                   |
| ギャルボーイ!                        | 8月23日 - 9月27日                  | 全6回                              | 大河内奈々子、藤木直人               |
| 幻想ミッドナイト                     | 10月4日 - 12月20日                 | 全11回                             | 高橋克典、柏原崇、鶴見辰吾           |
| 1998年                               |                                    |                                    |                                      |
| スマートモンスターズ                 | 1月10日 - 2月14日                  | 全6回                              | 濱口優・有野晋哉（よゐこ）、佐藤仁美 |
| 透明少女エア                         | 2月21日 - 3月28日                  | 全6回                              | 海真澄、堀江慶、仲間由紀恵           |
| サイバー美少女テロメア               | 4月4日 - 6月27日                   | 全11回                             | つぐみ、嘉門洋子、三輪ひとみ         |
| プリティーモンキー                   | 7月4日 - 8月8日                    | 全5回                              | 山口香織里、羽場裕一                 |
| 美少女新世紀 GAZER                   | 8月22日 - 9月26日                  | 全6回                              | 吹石一恵、須藤温子                   |
| なっちゃん家                         | 10月3日 - 12月19日                 | 全12回                             | 神田うの、矢沢心、黒坂真美           |
| 1999年                               |                                    |                                    |                                      |
| 六本木キャバクラ天使                 | 1月9日 - 3月27日                   | 全12回                             | 今井恵理、益子梨恵                   |

| テレビ朝日 日曜日0:00 - 0:40（土曜深夜）枠               | テレビ朝日 日曜日0:00 - 0:40（土曜深夜）枠      | テレビ朝日 日曜日0:00 - 0:40（土曜深夜）枠                                     |
| 前番組                                                   | 番組名                                          | 次番組                                                                         |
| -------------------------------------------------------- | ----------------------------------------------- | ------------------------------------------------------------------------------ |
| かざあなダウンタウン                                     | ウイークエンドドラマ                            | サタデージャングル ※23:58 - 翌0:53 【58分繰り下げ】                            |
| テレビ朝日 土曜23:28 - 23:58枠                           |                                                 |                                                                                |
| サタデージャングル ※23:00 - 23:55 【58分繰り下げて継続】 | ウイークエンドドラマ （1996年10月 - 1997年9月） | 検証ドキュメンタリー ザ・スクープ ※23:30 - 翌0:40 【土曜18時枠より移動・拡大】 |